# Elezioni presidenziali negli Stati Uniti d'America del 2004

Voti nel Collegio Elettorale: George W. Bush/Dick Cheney (286); John Kerry/John Edwards (251); John Edwards/John Kerry (1).

Le elezioni presidenziali negli Stati Uniti d'America del 2004 si sono tenute il 2 novembre. Esse hanno visto la vittoria di George W. Bush, Presidente uscente sostenuto dal Partito Repubblicano, che ha sconfitto John Kerry, sostenuto dal Partito Democratico.
Le elezioni si sono tenute contestualmente alle elezioni parlamentari e in diversi Stati si sono altresì tenute le elezioni governatoriali.
Il tema dominante della campagna elettorale fu la politica estera, in particolare la guerra al terrorismo e la guerra in Iraq.
Come nelle elezioni del 2000, ci furono controversie e dubbi sulla regolarità del voto emersi durante e dopo la votazione. Il vincitore fu proclamato il giorno seguente, quando Kerry decise di non contestare la vittoria di stretto margine di Bush in Ohio, dato che difficilmente una differenza di circa 100 000 voti (pari al 2%) avrebbe potuto essere colmata. I grandi elettori di questo Stato furono decisivi nel determinare la vittoria.
Grazie all'affluenza record Bush ricevette 62 milioni di voti, il maggior numero raggiunto da un candidato alla presidenza sino ad allora, mentre i voti per Kerry (59 milioni) erano il secondo maggior risultato. Inoltre, per la prima e finora unica volta nella storia delle presidenziali, entrambi gli sfidanti sono ex-membri degli Skull and Bones.

## Candidati
| Candidati  | Candidati             | Candidati      | Candidati              | Partito                         | Logo |
| Presidente | Presidente            | Vicepresidente | Vicepresidente         | Partito                         | Logo |
| ---------- | --------------------- | -------------- | ---------------------- | ------------------------------- | ---- |
|            | George W. Bush (TX)   |                | Dick Cheney (WY)       | Partito Repubblicano            |      |
|            | John Kerry (MA)       |                | John Edwards (NC)      | Partito Democratico             |      |
|            | Ralph Nader (CT)      |                | Peter Camejo (CA)      | Indipendente                    |      |
|            | Michael Badnarik (TX) |                | Richard Campagna (IA)  | Partito Libertario              |      |
|            | Michael Peroutka (MD) |                | Chuck Baldwin (FL)     | Partito della Costituzione      |      |
|            | David Cobb (CA)       |                | Patricia LaMarche (MN) | Partito Verde degli Stati Uniti |      |

## Risultati
| Candidati        | Candidati            | Partiti                         | Voti        | %     | Delegati |
| Presidente       | Vicepresidente       | Partiti                         | Voti        | %     | Delegati |
| ---------------- | -------------------- | ------------------------------- | ----------- | ----- | -------- |
| George W. Bush   | Richard Bruce Cheney | Partito Repubblicano            | 62 040 610  | 50,73 | 286      |
| John Kerry       | John Edwards         | Partito Democratico             | 59 028 444  | 48,27 | 252      |
| Ralph Nader      | Peter Camejo         | Indipendente                    | 465 650     | 0,38  | –        |
| Michael Badnarik | Richard Campagna     | Partito Libertario              | 397 265     | 0,32  | –        |
| Michael Peroutka | Chuck Baldwin        | Partito della Costituzione      | 143 630     | 0,12  | –        |
| David Cobb       | Patricia LaMarche    | Partito Verde degli Stati Uniti | 119 859     | 0,10  | –        |
| Altri candidati  | -                    | -                               | 99 887      | 0,08  | –        |
| Totale           | Totale               | Totale                          | 122 295 345 | 100   | 538      |

| George W. Bush   |  | 50,73% |
| John Kerry       |  | 48,27% |
| Ralph Nader      |  | 0,38%  |
| Michael Badnarik |  | 0,32%  |
| Altri            |  | 0,30%  |

     Bush (286)
     Kerry (251)
     John Edwards (1)